# کوریای رم
کوریای رم گروهی از نهادهای اداری سریر مقدس و بدنه مرکزی ارتباط میان پاپ و امور جهان کلیسای کاتولیک است. این گروه در جهت منافع کلیساهای ویژه و خدمت‌رسانی به آن‌ها فعالیت می‌کند و سازمان مرکزی مورد نیاز برای عملکرد مناسب کلیسا و دستیابی به اهداف آن را فراهم می‌کند.
اکنون ساختار و سازمان مسئولیت‌های درون کوریا توسط یکی از قانون‌های پاپی که در ۲۸ ژوئن ۱۹۸۸ توسط پاپ ژان پل دوم صادر شد و پاپ فرانسیس تصمیم به بازبینی آن گرفت، تنظیم می‌شود.
گاهی سایر بدنه‌های اجرایی یا مشورتی در امور کلیسا نیز اشتباهاً کوریا خوانده می‌شوند؛ ولی در واقع جزء آن نیستند.

## زمینه تاریخی
کوریا در لاتین میانه و پس از آن به معنی دیوان به کار می‌رفت. این نهاد دیوان پاپی است و در انجام فعالیت‌های پاپ به او کمک می‌کند. می‌توان کوریا را تا حدودی شبیه هیئت دولت در حکومت‌های کشوری دانست. البته تنها بخشی از نهادهای کوریا با وزارت‌های دولتی قابل مقایسه هستند.
هر اسقف‌نشین کاتولیک لاتین می‌تواند کوریای خود را برای امور اجرایی داشته باشد. در اسقف‌نشین رم این امور در اختیار کوریای رم نیست. رئیس اداره امور کلیسای شهر رم که معمولاً یک کاردینال است و جانشینش که عنوان شخصی اسقف اعظم دارد، بر حکومت اسقف‌نشین نظارت دارند؛ ولی وابستگی آن به کوریای رم بیشتر از سایر اسقف‌نشین‌های کاتولیک سراسر جهان نیست.
تا مدتی پیش هنوز ادارات ارثی در کوریای رم وجود داشت و عنوان‌های آن‌ها مربوط به فعالیت‌هایی بود که پس از از دست رفتن ایالات پاپی موضوعیت خود را از دست داده بودند. پاپ پیوس دهم در سال ۱۹۱۷ فرمان سازماندهی مجدد را صادر کرد. در دوران پاپ پل ششم در دهه ۱۹۶۰ میلادی گام‌های بعدی در مسیر اصلاحات برداشته شد. از اهداف این اصلاحات کوریا نوین‌سازی روندها و بین‌المللی کردن کارکنان کوریا بود. این اصلاحات در دستور العمل صادره در سال ۱۹۸۳ منعکس شده‌است. ادارات دولت‌شهر واتیکان جزء کوریای رم نیستند. همه اعضای کوریا به استثنای دو نفر پس از مرگ یا کناره‌گیری پاپ فوراً از مقام خود کناره‌گیری می‌کنند.

## دبیرخانه‌ها

### دبیرخانه دولت
دبیرخانه دولت قدیمی‌ترین دپارتمان کوریای رم است. رئیس این نهاد، دبیر دولت است که مسئول همه فعالیت‌های سیاسی و دیپلماتیک سریر مقدس است. دبیرخانه دولت شامل دو بخش امور عمومی و روابط با دولت‌ها است که با نام بخش اول و بخش دوم خوانده می‌شوند. این دبیرخانه در سده پانزدهم ایجاد شده‌است.

### دبیرخانه دارایی
دبیرخانه دارایی در سال ۲۰۱۴ توسط پاپ فرانسیس تأسیس شد.

### دبیرخانه ارتباطات
پاپ فرانسیس در ۲۷ ژوئن ۲۰۱۵ دبیرخانه ارتباطات را تأسیس کرد. این دبیرخانه بدنه حاکمیتی است که چند زیرمجموعه دارد؛ از جمله خبرگزاری سریر مقدس، خدمات اینترنت واتیکان، رادیو واتیکان، مرکز تلویزیون واتیکان و روزنامه لوسرواتوره رومانو.

## جماعت‌ها
جماعت‌های رمی گونه‌ای از دپارتمان‌های کوریای رم هستند. رئیس هر جماعت یک کاردینال است.

### جماعت مکتب ایمان
جماعت مکتب ایمان که در گذشته به نام جماعت مقدس عالی تفتیش عقاید رم و جهان نامیده می‌شد، قدیمی‌ترین جماعت کوریای رم است. این جماعت در میان فعال‌ترین دپارتمان‌های اصلی کوریا است و بر دکترین کاتولیک نظارت می‌کند. آشناترین نام آن در طول تاریخ خود، اداره مقدس تفتیش عقاید بود.

### جماعت کلیساهای مشرقی

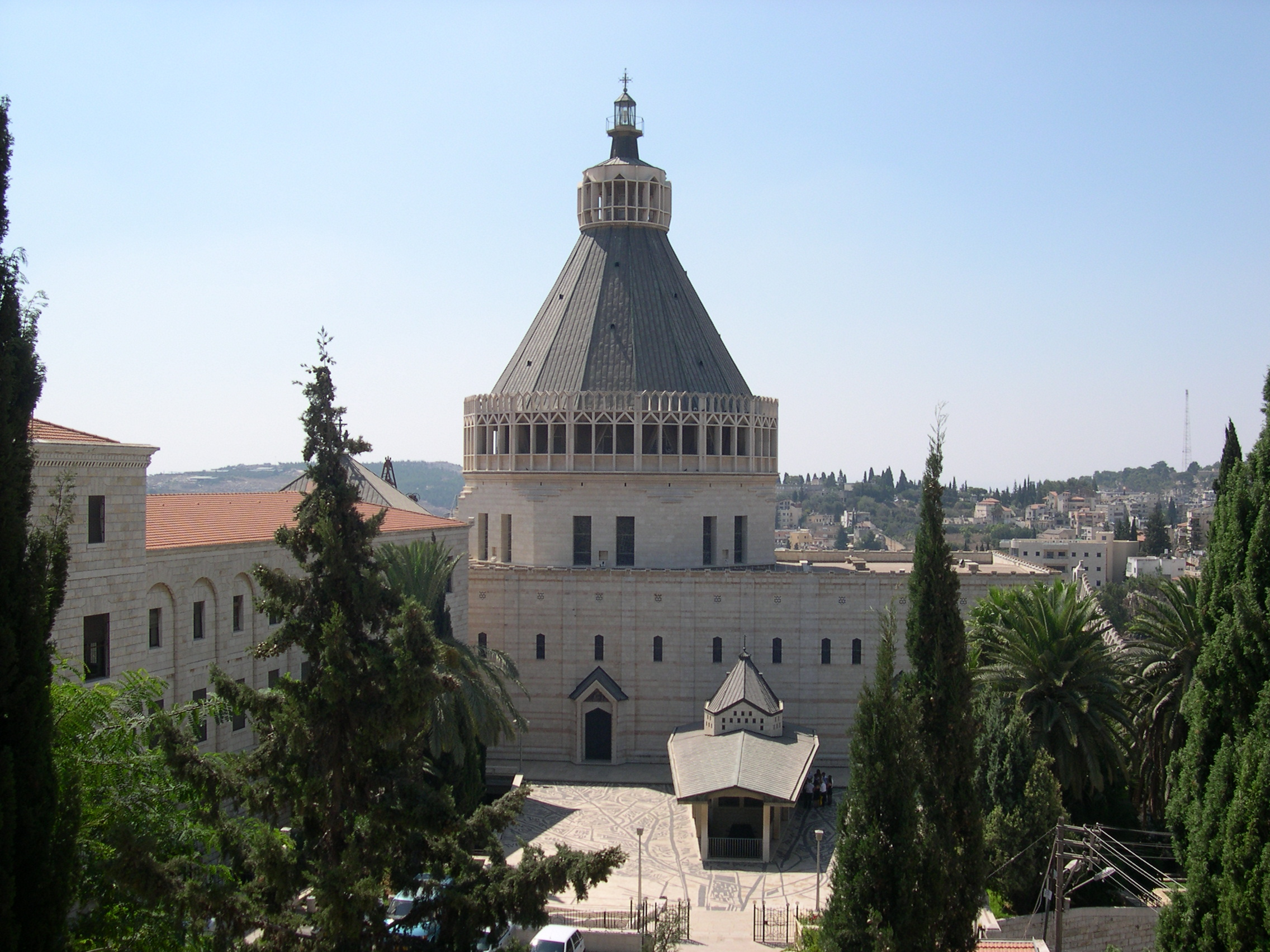
کیسای تبشیر بزرگترین کلیسای خاورمیانه است که تحت نظارت جماعت کلیساهای مشرقی قرار دارد

جماعت کلیساهای مشرقی در سال ۱۹۱۷ توسط پاپ بندیکت پانزدهم تأسیس شد و مسئول ارتباط با کلیسای کاتولیک شرقی برای توسعه و حفظ حقوق آن‌ها است. این نهاد در مناطق شمال آفریقا، جنوب شرقی اروپا و غرب آسیا از جمله ایران نفوذ اختصاصی دارد و شامل همه پاتریارک‌ها و اسقف‌های اعظم عمده کلیسای مشرقی است.

### جماعت عبادت الهی و رسوم دینی
جماعت عبادت الهی و رسوم دینی به بیشتر امور مربوط به اعمال عبادی کلیسای کاتولیک لاتین (مجزا از کلیسای کاتولیک شرقی) و برخی موارد فنی مربوط به رسوم دینی رسیدگی می‌کند.

### جماعت اثبات قدیسان
جماعت اثبات قدیسان بر فرایندی که منجر به قدیس شدن قدیسان می‌شود، نظارت می‌کند. این فرایند شامل اعلام «فضایل قهرمانانه» و بئاتیفیه است. پس از آماده‌سازی هر مورد، شامل تأیید معجزات، مورد به پاپ ارائه می‌شود و او تصمیم می‌گیرد که بئاتیفیه و قدیس‌سازی ادامه یابد یا خیر.

### جماعت تبشیر خلق

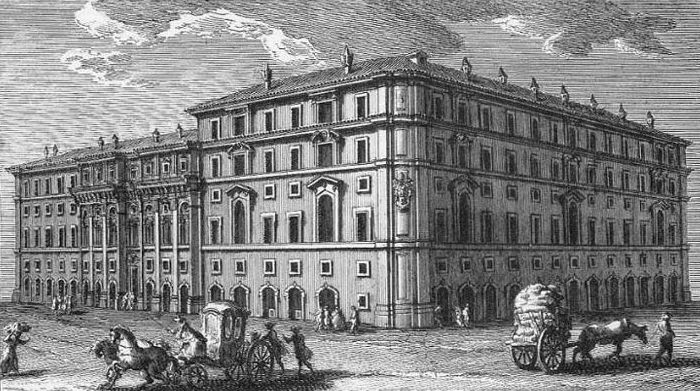
مقر امور پروپاگاندا در رم. وجه شمالی در تقاطع اسپانیا توسط معمار برنینی و وجه جنوبی که در تصویر دیده می‌شود، توسط بورومینی طراحی شد. این تصویر در سال ۱۷۶۱ توسط جوزپه واسی رسم شده‌است.

جماعت تبشیر خلق وظیفه امور میسیونری و فعالیت‌های مربوطه را به عهده دارد. شاید با نام قدیمی آن که جماعت نشر ایمان بود، شناخته‌شده‌تر باشد. پاپ ژان پل دوم در سال ۱۹۸۲ نام آن را تغییر داد، ولی فعالیت آن را دگرگون نکرد.

### جماعت روحانیت
جماعت روحانیت یکی از دپارتمان‌های کوریای رم است که وظیفه آن نظارت بر امور مربوط به روحانیون و شماس‌های خارج از انجمن‌های زندگی وقف شده و جامعه‌های زندگی رسالتی و نیز حوزه‌های علمیه (جز آن‌هایی که مقرراتشان توسط جماعت تبشیر خلق و جماعت کلیسای شرقی تنظیم می‌شود) و اماکن تشکیل نهادهای مذهبی و سکولار است. جماعت روحانیت به درخواست‌های وضع احکام رسیدگی می‌کند. این جماعت به بررسی موارد رسوایی جنسی کشیشان نمی‌پردازد و این موارد مستقیماً توسط جماعت مکتب ایمان رسیدگی می‌شود.

### جماعت آموزش کاتولیک
جماعت آموزش کاتولیک مسئول امور زیر است:
- دانشگاه‌ها، دانشکده‌ها و مؤسسات آموزش عالی کاتولیک شامل:
- کلیسایی: مؤسسات آموزشی که بر پایه قانون کلیسایی ساپینتا کریستینا اداره می‌شوند و وظیفه دارند «هرچه عمیق‌تر در حوزه‌های گوناگون علوم مقدس کاوش کنند تا روز به روز فهم عمیق‌تری از وحی مقدس به دست آید.»
- غیر کلیسایی: مؤسسات وابسته به اشخاص کلیسایی فراهم‌کننده علوم غیر دینی که بر پایه قانون کلیسایی اکس کورده اکلسیا و نیز قانون مدنی مربوطه در کشور استقرار مؤسسه، اداره می‌شوند.

### جماعت اسقفان
جماعت اسقفان بر انتخاب اسقف‌های جدید که در مناطق تبشیری یا مناطق قلمرو جماعت کلیسای مشرقی قرار ندارند نظارت می‌کند. در نتیجه از نوسان قابل توجه در تکامل کلیسا جلوگیری می‌کند. همچنین سخنرانی‌های پاپ برای اسقفان را که هر پنج سال یک بار برگزار می‌شود، برنامه‌ریزی می‌کند و ایجاد اسقف نشین‌های جدید را ترتیب می‌دهد.

## دادگاه‌ها

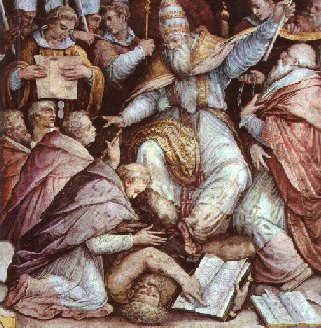
تصویر پاپ گریگوری نهم در حال تکفیر

### ندامتگاه پاپی
ندامتگاه پاپی که نام رسمی‌تر آن دادگاه عالی ندامتگاه پاپی است، یکی از سه دادگاه کوریای رم است. ندامتگاه پاپی مسئول موارد مربوط به بخشش گناهان در کلیسای کاتولیک رومی است.

### دادگاه روتا رومانا
دادگاه روتا رومانا عالی‌ترین دادگاه استیناف است. این دادگاه وحدت رویه در حقوق الهی را تقویت می‌کند و به دادگاه‌های پایین‌تر کمک می‌دهد.
بخش بزرگی از تصمیمات آن مربوط به فسخ نکاح است. در چنین مواردی  در ازدواج میان دو کاتولیک، یک کاتولیک و یک غیر کاتولیک و دو غیر کاتولیک که یکی یا هردو عضو مسیحیت لاتین یا شرقی باشند، دارای صلاحیت است.

### دادگاه عالی امضای پاپی
دادگاه عالی امضای پاپی بالاترین قدرت قضایی کلیسای کاتولیک است که در کنار خود پاپ (که قاضی عالی کلیسا است) قرار دارد. افزون بر این، دفتر اداری برای موضوعات مربوط به فعالیت قضایی کل کلیسا است.
استیناف‌های مربوط به فرایندهای قضایی معمول که به مقر پاپ تقدیم می‌شوند، معمولاً به جای بررسی توسط پاپ، به روتا رومانا فرستاده می‌شوند.

## گارد سوئیسی

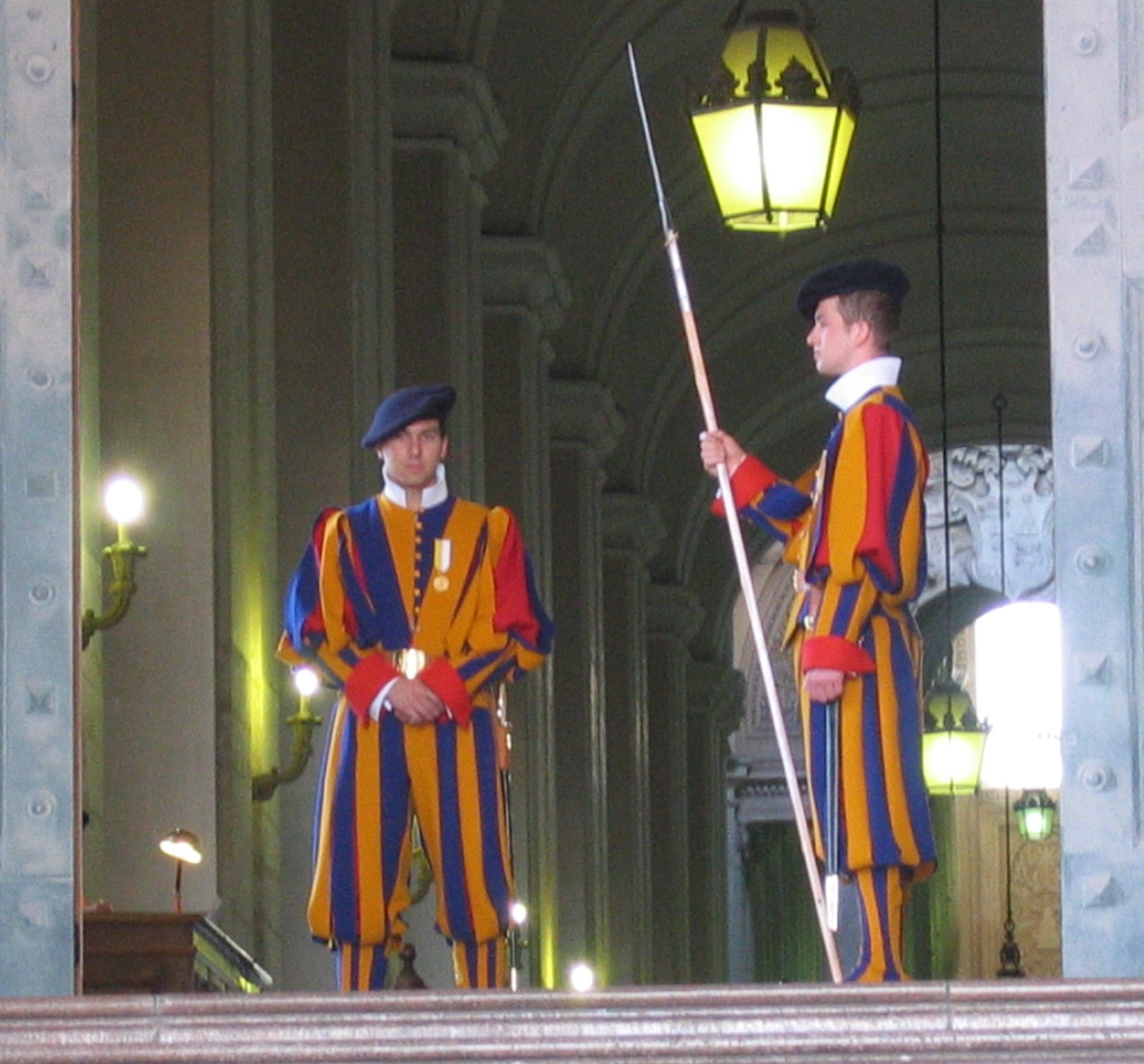
اعضای گارد سوئیسی مقدس در شهر واتیکان

از سال ۱۵۰۶ نیروی مسلح کوچکی به نام «سپاه گارد سوئیسی مقدس» یا «گارد سوئیسی» مسئولیت حفظ ایمنی پاپ را به عهده دارد. این مسئولیت شامل حفظ امنیت قصر پاپ و دسترسی به شهر واتیکان است. در ابتدا واحد نظامی جنگی بود و به سرعت به نیروی پلیس با مسئولیت کنترل مرزها تغییر یافت. زبان رسمی آن آلمانی سوئیسی است و در سال ۲۰۰۳ میلادی شامل ۱۳۴ سرباز حرفه‌ای بوده‌است.